# Doe-theater
Het Doe-theater was een Surinaams theatergezelschap van 1973 tot circa 1982. Het stond onder leiding van Thea Doelwijt en Henk Tjon en voerde een vorm van satirisch-kritisch totaaltheater.

## Voorgeschiedenis
Het Doe-theater werd in 1973 opgericht door Thea Doelwijt en Henk Tjon. De naam werd ontleend aan de doe-spelen, stukken uit de tijd van de slavernij waarin de spot werd gedreven met plantagehouders of waarin geheime boodschappen werden overgebracht. In de jaren voor de oprichting werkten zij al samen. Het duo bracht meerdere theaterstukken voort en richtte zich op een betere verstandhouding tussen de verschillende bevolkingsgroepen die aan het begin van de jaren 1970 gespannen was. Terugkerende thema's waren misstanden in de politiek, Surinaamse onafhankelijkheid (later op 25 november 1975), armoede en emigratie (naar vooral Nederland).

## Achtergrond
Doelwijt is een dochter van een Surinaamse vader en Nederlandse moeder. Ze groeide op in Nederland en kwam na haar opleiding in journalistiek in 1961 naar Suriname. Tjon groeide op in Suriname, studeerde regie in Nederland en woonde daarna in de Verenigde Staten waar hij beïnvloed werd door Black Arts Movement (BAM). De BAM had wortels in de Black Power-beweging en zag kunst en theater als middel om onder de zwarte bevolking het bewustzijn te kweken voor haar eigen identiteit en cultuur. Zowel Doelwijt als Tjon richtten zich niet alleen op Afro-Surinamers maar ook de andere bevolkingsgroepen.
Doelwijt en Tjon kwamen in contact met elkaar via de Curaçaose regisseur Hans Caprino van Surinaamse afkomst, die net als Tjon in opdracht van Sticusa naar Suriname was gekomen. Daar bracht hij de theaterwereld in contact met het jonge nationalistische schrijversviertal Moetete, die hij trainde in het schrijven van een-akters. Onder hen bevond zich Doelwijt, maar bijvoorbeeld ook R. Dobru. Theaterstukken tussen 1970 en 1973 die de aanleiding gaven tot de oprichting van het Doe-theater, waren Frrrek, Hare Lach en Land te koop.
De teksten werden op een enkele uitzondering na geschreven door Thea Doelwijt.  Ze schreef met een kritische toon die kenmerkend voor haar was en nieuw voor het Surinaamse theater. De volgende tekst is afkomstig uit een lied van haar rond 1970, getiteld: "Wie is er bang voor de sranan-man":
Moeten we in hokjes blijven leven
Moeten we altijd aan rassen kleven
Moeten we vechten tegen elkaar
Ai, Surinamers bloeden maar
Aanvankelijk werd er met wisselende acteurs gewerkt. Mettertijd vormde zich een vaste kern, met acteurs als Mildred van Eer, Mariëtte Moestakim, René Recappé en Rieke Eersel, en muzikale begeleiding van Walter Muringen en Harto Soemodihardjo. Verder was er samenwerking met de choreografen Ilse-Marie Hajary, Marlène Lie A Ling en Percy Muntslag en de kunstenaars  Jules Chin A Foeng, Ron Flu en Cliff San A Jong.

## Rondom de onafhankelijkheid
De verklaring van Henck Arron op 15 februari 1974 dat Suriname eind 1975 onafhankelijk moest worden, leidde tot polarisatie in Suriname tussen voor- en tegenstanders. Met het nieuw-opgerichte Doe-theater werkten Doelwijt en Tjon in dit en het volgende jaar aan theaterstukken om de onafhankelijkheid te steunen en de natievorming te benadrukken. Zij voerden hun werk zowel zelfstandig uit, als in overheidsdienst voor de Werkgroep voor Opvoeding en Vorming m.b.t. de Voorbereidingen op de Onafhankelijkheid van Suriname (WOVO). Met het theater plaatsten zij een ideaalbeeld van zelfrespect en zelfvertrouwen tegenover situaties in landen die na hun onafhankelijkheid vervielen in wanorde en etnisch conflict.
Rond deze tijd werd voor voorstellingen ook het binnenland ingetrokken, waar de mensen ze vaak niet bleken te verstaan. Om dit probleem te verhelpen, werd de lopende theatervoorstelling toen in een nacht vertaald naar het Sranantongo. Na de onafhankelijkheid voerde het Doe-theater tot 1980 zes theaterstukken op, variërend van cultureel en kindertoneel tot cabaret. De rode draad in de stukken vormde de verworven onafhankelijkheid, met de nadruk op natievorming en het laten vallen van gewoonten uit de koloniale tijd.

## Staatsgreep en Decembermoorden
Na de verschillende economisch teruglopende jaren en achtereenvolgende schandalen veranderde de toon in de voorstellingen van hoop en optimisme naar teleurstelling, boosheid en onmacht. Het sterke Suriname dat het Doe-theater in de jaren ervoor had gepresenteerd, was er niet gekomen. Toen op 25 februari 1980 de Sergeantencoup werd gepleegd, reageerden Doelwijt en Tjon aanvankelijk positief, evenals een groot deel van de bevolking. Met de coup zou Suriname eindelijk het gehoopte nieuwe pad kunnen inslaan. Het gevaar werd sinds het begin wel gezien, maar het besef ervan zou met de steeds grimmiger wordende situatie steeds meer de overhand krijgen, zoals in het stuk Linkse Lucie uit 1982. Toen datzelfde jaar de Decembermoorden plaatsvonden, werd duidelijk dat er voor de kritische geluiden vanuit het Doe-theater geen plaats meer was in het land. Voor het Doe-theater was het eind bezegeld. Er werden nog een stuk of vijf voorstellingen voor kinderen opgevoerd en daarna vertrokken vrijwel alle leden van het Doe-theater naar Nederland.